# Gare de Grainville-Ymauville
La gare de Grainville-Ymauville est une gare ferroviaire française (fermée) de la ligne de Bréauté - Beuzeville à Fécamp, située sur le territoire de la commune de Grainville-Ymauville, dans le département de la Seine-Maritime en région Normandie.
Elle est mise en service en 1856 par la Compagnie des chemins de fer de l'Ouest.
Cette ancienne gare, située sur une ligne en service, est fermée.

## Situation ferroviaire
Établie à 107 mètres d'altitude, la gare de Grainville-Ymauville (fermée) est située au point kilométrique (PK) 209,080 de la ligne de Bréauté - Beuzeville à Fécamp, entre les gares de Bréauté - Beuzeville et des Ifs (fermée).

## Histoire
La station de Grainville-Goderville n'est pas terminée lors de la mise en service, le 25 février 1856, de la ligne de Bréauté - Beuzeville à Fécamp par la Compagnie des chemins de fer de l'Ouest. Elle est ouverte avec retard.

## Service des voyageurs
Gare fermée.

## Patrimoine ferroviaire
Le bâtiment voyageurs, fermé au service ferroviaire, est toujours présent.